# 청정재배
청정재배(淸淨栽培)는 채소를 씻지 않고 바로 날것으로 먹어도 좋을 만큼 깨끗하게 하는 재배방법을 뜻한다. 청정재배를 하려면 우선 농지를 미리 조사해 기생충이나 오염물질로 오염되지 않았는지 확인한 다음 농약잔류허용기준 내에서만 농약을 사용하며, 오염되지 않은 깨끗한 물로 재배한다. 최근에는 흙을 사용하지 않고 작물에 필요한 영양분이 들어 있는 양액만으로 재배하는 양액재배가 인기가 있다.

## 같이 보기
- 수경재배